# Synechocystis

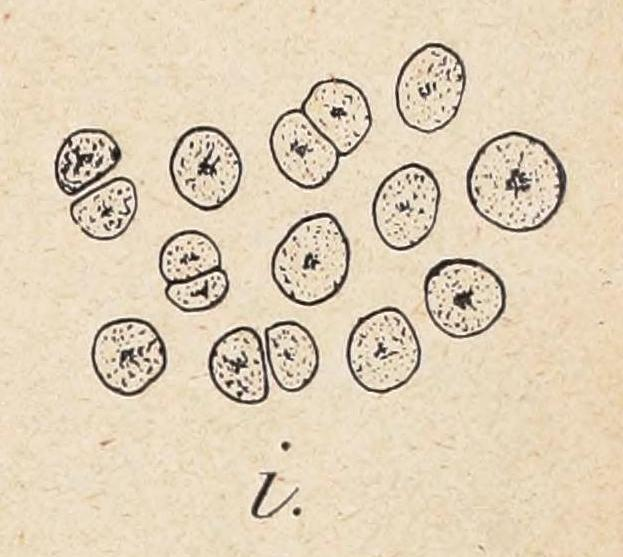
Synechocystis aquatilis

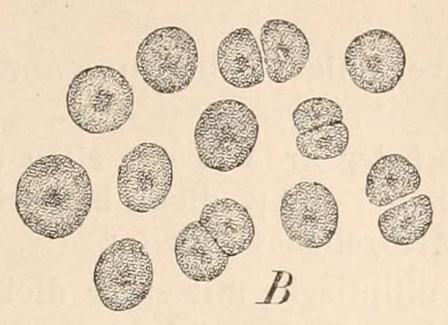
Synechocystis aquatilis

Synechocystis ist eine Gattung einzelliger Süßwasser-Cyanobakterien aus der Familie der Merismopediaceae. Sie umfasst eine (unbenannte) Spezies, Synechocystis sp. PCC 6803, die ein gut untersuchter Modellorganismus ist.

## Evolution
Cyanobakterien sind photosynthetische Bakterien, die seit schätzungsweise 2,7 Milliarden Jahren auf der Erde existieren.
Die Fähigkeit der Cyanobakterien, Sauerstoff zu produzieren, leitete den Übergang von einem Planeten mit hohem Kohlendioxidgehalt und wenig Sauerstoff zu einer Phase, die als Große Sauerstoffkatastrophe (Great Oxygenation Event) bezeichnet wird, in der große Mengen an Sauerstoff produziert wurden.
Cyanobakterien haben eine große Vielfalt an Lebensräumen besiedelt, darunter Süß- und Salzwasser-Ökosysteme und die meisten terrestrischen Umgebungen.
Phylogenetisch gesehen verzweigt sich Synechocystis später im evolutionären Stammbaum der Cyanobakterien, weit weg von der basalen Spezies Gloeobacter violaceus (ancestral root, „Urwurzel“).
Synechocystis ist nicht diazotroph (Stickstoff-fixierend), aber eng mit einem anderen Modellorganismus, Cyanothece ATCC 51442, verwandt, welches diazotroph ist.
Daher wird vermutet, dass Synechocystis ursprünglich die Fähigkeit besaß, Stickstoffgas zu fixieren, aber später die Gene verloren hat, die erforderlich sind für ein voll funktionsfähiges Gencluster zur Stickstofffixierung (nif, nitrogen fixation).

## Systematik
- Gattung: Synechocystis Sauvageau, 1892[1][8][9]

- Spezies: Synechocystis aquatilis Sauvageau 1892
- Spezies: „S. bourrellyi“ Komarek 1976
- Spezies: „S. fuscopigmentosa“ Kovacik 1988
- Spezies: „S. limnetica“ Popovskaja 1968
- Spezies: „S. minuscula“ Woronichin 1926
- Spezies: „S. nigrescens“
- Spezies: S. pevalekii Ercegovic 1925
- Spezies: S. salina Wislouch 1924
- Spezies: S. trididemni Lafargue & Duclaux 1979
- Spezies: Synechocystis sp. PCC 6301
- Spezies: Synechocystis sp. PCC 6803

- Stamm: PCC 6803 A
- Stamm: PCC 6803 B
- Stamm: ATCC 27184
- Stamm: GT-I
- Stamm: GT-S
- Stamm: Kazusa
- Stamm: PCC-N
- Stamm: PCC-P

Die Spezies Synechocystis didemni Lewin 1975 wird heute in die Gattung Prochloron (ex Lewin 1977) Florenzano et al. 1986 gestellt mit gültigem Namen Prochloron didemni (ex Lewin 1977) Florenzano et al. 1986.
Neben dem Referenzstamm von Synechocystis sp. PCC 6803 wurden weitere Modifikationen dieses Elternstamms geschaffen, wie z. B. ein Unterstamm apcE−, dem das Photosystem I (PS1, auf dem apcE-Gen) fehlt.
Ein anderer weit verbreiteter Unterstamm von S. sp. PCC 6803 ist ein glukosetoleranter Stamm mit Bezeichnung ATCC 27184 – der Elternstamm PCC 6803 kann keine externe Glukose verwerten.

## Synechocystissp. PCC 6803

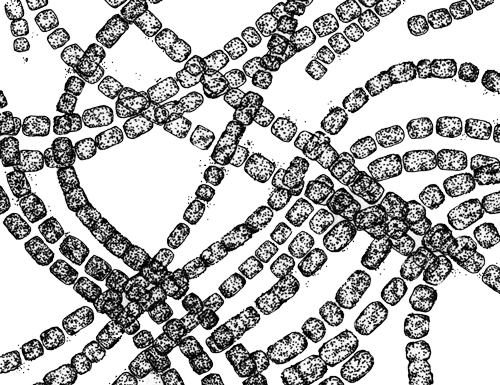
Synechocystis sp. PCC 6803 im J-Phänom

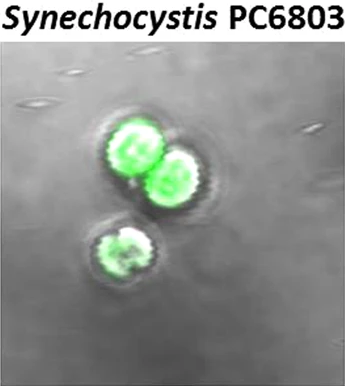
Optischer Schnitt durch Zellen von Synechocystis sp. PCC 6803. Kantenlänge etwa 10 × 10 µm

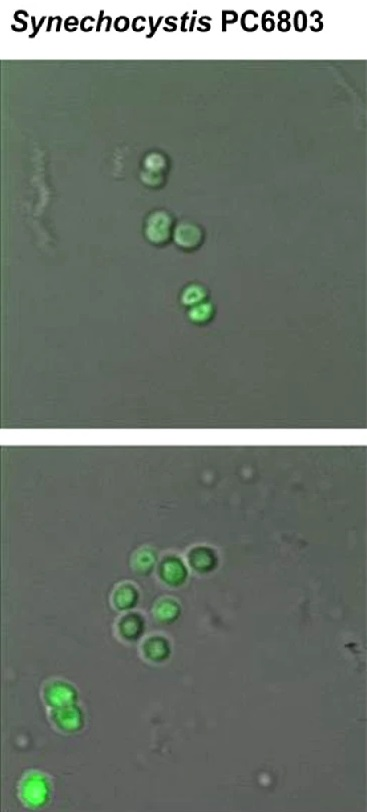
Synechocystis sp. PCC 6803

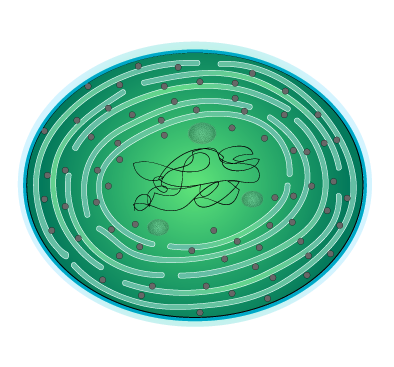
Synechocystis sp. PCC 6803

Eine ganze Reihe von Cyanobakterien sind Modellmikroorganismen für die Untersuchung der Photosynthese, der Kohlenstoff- und Stickstoffassimilation, der Evolution von Plastiden (Chloroplasten etc.) und der Anpassungsfähigkeit an Umweltstress.
Synechocystis sp. PCC 6803 ist eine Linie einzelliger Süßwasser-Cyanobakterien der Gattung Synechocystis und wird vom NCBI als Spezies gelistet.
S. sp. PCC 6803 ist eine der am besten untersuchten Arten von Cyanobakterien, denn diese Cyanobakterien sind sowohl zu autotrophem (phototrophem Wachstum durch Photosynthese während der Lichtperioden) als auch zu heterotrophem Wachstum durch Glykolyse und oxidative Phosphorylierung während der Dunkelperioden fähig (Mixotrophie).
Der Photosyntheseapparat selbst ist dem von Landpflanzen sehr ähnlich. Der Organismus zeigt auch eine phototaktische Bewegung.
Die Genexpression wird durch eine zirkadiane Uhr (circadian clock) reguliert, und der Organismus kann sich Übergänge zwischen den Licht- und Dunkelphasen effektiv einstellen.
S. sp. PCC 6803 kann leicht exogene DNA aufnehmen, zusätzlich zur Aufnahme von DNA durch Elektroporation, Ultraschalltransformation und Konjugation.

### Fundort
Die Linie wurde 1968 aus einem Süßwassersee isoliert und wächst am besten zwischen 32 und 38 °C.

### Kultivierung
Synechocystis sp. PCC 6803 kann entweder auf Agarplatten oder in Flüssigkultur kultiviert werden.
Das am weitesten verbreitete Kulturmedium ist eine BG-11-Salzlösung,  wie es auch für  Synechococcus elongatus und Gloeomargarita lithophora Verwendung findet.
Der ideale pH-Wert liegt zwischen 7 und 8,5;
eine Lichtintensität von 50 μmol Photonen m−2 s−1 (pro Quadratmeter und Sekunde) führt zu bestem Wachstum. Das Sprudeln mit kohlendioxidangereicherter Luft (1-2 % CO2) kann die Wachstumsrate erhöhen, erfordert aber möglicherweise zusätzliche Puffer zur Aufrechterhaltung des pH-Werts.
Die Selektion erfolgt typischerweise über Antibiotikaresistenzgene. Heidorn et al. 2011 ermittelten in S. sp. PCC 6803 experimentell die idealen Konzentrationen von Kanamycin, Spectinomycin, Streptomycin, Chloramphenicol, Erythromycin und Gentamicin.
Die Kulturen können für ca. 2 Wochen auf Agarplatten aufbewahrt und unbegrenzt nachgestreut werden.
Für die Langzeitlagerung sollten flüssige Zellkulturen in einer 15%igen Glycerinlösung bei −80 °C gelagert werden.

### Synthetische Biology und Gentechnik
Synechocystis sp. PCC 6803 ist ein Modellorganismus, dennoch gibt es nur wenige synthetische Teile, die für die Gentechnik verwendet werden können. Da Cyanobakterien im Allgemeinen im Vergleich zu vielen pathogenen Bakterien langsame Verdopplungszeiten haben (4,5 bis 5 h bei S. sp. PCC 6301), ist es effizienter, stattdessen möglichst viel DNA-Klonierung in einem schnell wachsenden Wirt wie Escherichia coli durchzuführen. Um Plasmide (stabile, sich replizierende zirkuläre DNA-Fragmente) – zu erzeugen, die erfolgreich in mehreren Spezies funktionieren, wird ein Shuttle-Plasmid (shuttle vector)  mit einem breiten Wirtsspektrum benötigt.

### Produktion von Biotreibstoff
Cyanobakterien wurden auf verschiedene Weise zur Herstellung von erneuerbarem Biokraftstoff verwendet. Die ursprüngliche Methode bestand darin, Cyanobakterien für die Biomasse zu züchten um diese durch Verflüssigung in Flüssigkraftstoff umzuwandeln.
Schätzungen legen nahe, dass die Biokraftstoffproduktion aus (unveränderten) Cyanobakterien nicht realisierbar ist, da der Erntefaktor EROEI (Energy Return on Energy Invested) ungünstig ist. Dies liegt daran, dass zahlreiche große, in sich geschlossene Bioreaktoren mit idealen Wachstumsbedingungen (Sonnenlicht, Düngemittel, konzentriertes Kohlendioxid, Sauerstoff) gebaut und betrieben werden müssen, was fossile Brennstoffe verbraucht. Außerdem ist eine weitere Nachbearbeitung der Cyanobakterienprodukte notwendig, was zusätzliche fossile Brennstoffe erfordert.
Synechocystis sp. PCC 6803 wurde aber als Modell verwendet, um die Energieausbeute von Cyanobakterien durch gentechnische Eingriffe zu erhöhen:
- Erweiterung des Bereichs der photosynthetischen Lichtabsorption[30]
- Veränderung der Antennengröße im Photosystem II[31]
- Erhöhung der Bicarbonataufnahme[32]
- Modifikation des RuBisCO-Enzyms zur Erhöhung der Kohlenstofffixierung[33]
- Einführung von Biokraftstoff-produzierenden Stoffwechselwegen.[29][34]

Es ist allerdings noch nicht klar, ob cyanobakterielle Biokraftstoffe in Zukunft eine brauchbare Alternative zu nicht-erneuerbaren fossilen Kraftstoffen sein werden.

## Genom
Das Genom von Synechocystis sp. PCC 6803 befindet sich in etwa 12 Kopien eines einzelnen DNA-Moleküls (Chromosoms) mit 3,57 Mbp (Megabasenpaare) Länge;
drei kleinen Plasmiden: pCC5.2 mit 5,2 kbp (Kilobasenpaare), pCA2.4 mit 2,4 kbp und pCB2.4 mit 2,4 kbp;
und vier großen Plasmiden: pSYSM mit 120 kbp, pSYSX mit 106 kbp, pSYSA mit 103 kbp und pSYSG mit 44 kbp.

## Licht-induzierte Heterotrophie

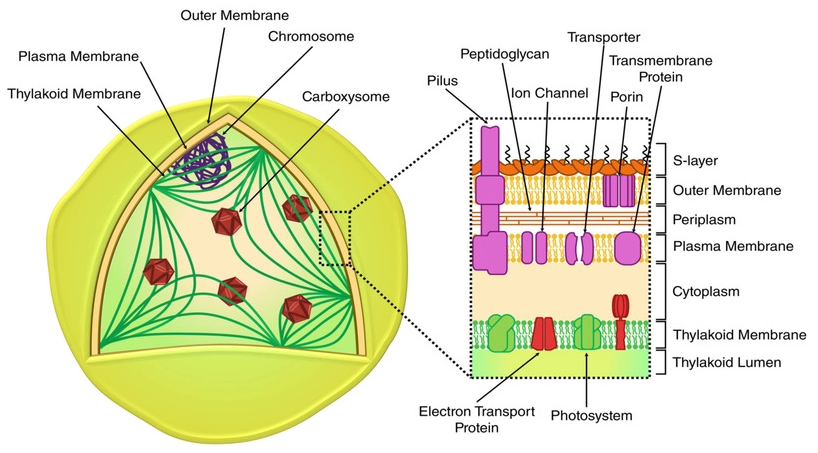
Schematische Darstellung von Synechocystis, die die Organisation der photosynthetischen Thylakoid- und äußeren Membranen zeigt

Der Glukose-tolerante Unterstamm ATCC 27184 von S. sp. PCC 6803 kann heterotroph im Dunkeln auf der Kohlenstoffquelle Glukose leben, benötigt aber aus noch unbekannten Gründen ein Minimum von 5 bis 15 Minuten (blaues) Licht pro Tag. Diese regulatorische Rolle des Lichts ist sowohl bei PS1- als auch bei PS2-defizienten Stämmen intakt.
Einige glykolytische Gene werden durch das Gen sll1330 unter Licht- und Glukose-supplementierten Bedingungen reguliert. Eines der wichtigsten glykolytischen Gene ist das für Fructose-1,6-Bisphosphat-Aldolase (fbaA). Der mRNA-Spiegel von fbaA ist unter Licht- und Glukose-supplementierten Bedingungen erhöht.

## Natives CRISPR-Cas-System
Das CRISPR-Cas-System (Clustered Regularly Interspaced Short Palindrome Repeats / CRISPR-associated proteins) sorgt für adaptive Immunität in Archaeen und Bakterien. Synechocystis sp. PCC 6803 enthält drei verschiedene CRISPR-Cas-Systeme: Typ I-D und zwei Versionen von Typ III.
Alle drei CRISPR-Cas-Systeme sind auf dem pSYSA-Plasmid lokalisiert. Das Typ-II-System, das bei vielen Spezies für gentechnische Zwecke adaptiert wurde, fehlt generell bei Cyanobakterien.

## Natürliche Genetische Transformation
Synechocystis sp. PCC 6803 ist zu einer natürlichen Genetischen Transformation fähig.
Damit eine Transformation stattfinden kann, müssen sich die Empfängerbakterien in einem kompetenten Zustand befinden.
Es konnte gezeigt werden, dass das Gen comF an der Kompetenzentwicklung in S. sp. PCC 6803 beteiligt ist.

## Homologien der Membranproteine zu solchen von Eukaryoten
Im Jahr 2023 untersuchten Dirk Schneider et al. Homologien zwischen Membranproteinen der Eukaryoten und DER Cyanobakterien (am Beispiel Synechocystis  sp. PCC 6803). Ein Beispiel ist das Dynamin-ähnliche Protein SynDLP von Synechocystis sp. PCC 6803.